# Christmas Time
Christmas Time ist ein Weihnachtslied des kanadischen Rocksängers Bryan Adams. Es wurde von Adams und Jim Vallance geschrieben und 1985 als Single veröffentlicht.

## Hintergrund
Bryan Adams schrieb das Lied zusammen mit seinem langjährigen Songwriter-Partner Jim Vallance in Bryan Adams Haus in Vancouver, British Columbia, nach eigenen Angaben vor dem Kamin. Als Weihnachtsgeschenk für seine Fans gedacht, sollte die Single zunächst nur für seinen Fanclub erscheinen, wurde jedoch später auf dem regulären Plattenmarkt veröffentlicht und erreichte die Charts im Vereinigten Königreich und Deutschland. Textlich behandelt der Song die Vorfreude auf Weihnachten sowie die besondere Atmosphäre an den Weihnachtsfeiertagen, gekoppelt mit dem Wunsch, dass jeden Tag Weihnachten wäre. Musikalisch handelt es sich um eine typische Rockballade des Musikers.

## Veröffentlichung
Die Single erschien Ende 1985 auf transparenten, grünen Vinyl mit der B-Seite Reggae Christmas, der ursprünglich für Ringo Starr geschrieben wurde, und einer Weihnachtsbotschaft an seine Fans. Das Cover ist in Form von Geschenkpapier designt mit einem Mistelzweig auf dem Cover.
Genau wie seine B-Seite wurde der Song nie auf einem Album veröffentlicht. Allerdings befindet es sich auf diversen Weihnachtskompilationen. Am 15. November 2019 veröffentlichte Adams eine Neuaufnahme des Songs auf seiner Extended Play Christmas mit weiteren Weihnachtsliedern. Zu dieser Neuaufnahme entstand auch ein Musikvideo in schwarz-weiß, das Bryan Adams auf einem Stuhl im Schnee sitzend zeigt, wo er während des Singens des Songs allmählich eingeschneit wird.

## Rezeption

### Chartplatzierungen
Im Eröffnungsjahr erreichte die Single Platz 67 der deutschen Charts sowie Platz 55 im Vereinigten Königreich. Über die Jahre entwickelte er sich in Deutschland zu einem Dauerbrenner, der immer zur Weihnachtszeit erneut in die Charts einstieg. Als Höchstplatzierung erreichte er am 1. Januar 2021 Platz 14. Auch in Österreich und der Schweiz kam er erst Jahre nach der Erstveröffentlichung in die Charts.
| Periode   | Höchstplatzierung, GesamtwochenChartplatzierungen (Periode, Platzierungen, Wochen) | Höchstplatzierung, GesamtwochenChartplatzierungen (Periode, Platzierungen, Wochen) | Höchstplatzierung, GesamtwochenChartplatzierungen (Periode, Platzierungen, Wochen) | Höchstplatzierung, GesamtwochenChartplatzierungen (Periode, Platzierungen, Wochen) |
| Periode   | DE                                                                                 | AT                                                                                 | CH                                                                                 | UK                                                                                 |
| --------- | ---------------------------------------------------------------------------------- | ---------------------------------------------------------------------------------- | ---------------------------------------------------------------------------------- | ---------------------------------------------------------------------------------- |
| 1985/86   | DE67 (1 Wo.)DE                                                                     | —                                                                                  | CH18 (1 Wo.)CH                                                                     | UK55 (3 Wo.)UK                                                                     |
|           |                                                                                    |                                                                                    |                                                                                    |                                                                                    |
|           |                                                                                    |                                                                                    |                                                                                    |                                                                                    |
| 2008/09   | —                                                                                  | —                                                                                  | CH91 (1 Wo.)CH                                                                     | —                                                                                  |
|           |                                                                                    |                                                                                    |                                                                                    |                                                                                    |
|           |                                                                                    |                                                                                    |                                                                                    |                                                                                    |
| 2010/11   | —                                                                                  | AT70 (1 Wo.)AT                                                                     | —                                                                                  | —                                                                                  |
|           |                                                                                    |                                                                                    |                                                                                    |                                                                                    |
|           |                                                                                    |                                                                                    |                                                                                    |                                                                                    |
| 2015/16   | DE64 (1 Wo.)DE                                                                     | —                                                                                  | —                                                                                  | —                                                                                  |
| 2016/17   | DE63 (1 Wo.)DE                                                                     | AT57 (2 Wo.)AT                                                                     | —                                                                                  | —                                                                                  |
| 2017/18   | DE36 (2 Wo.)DE                                                                     | AT39 (2 Wo.)AT                                                                     | CH77 (1 Wo.)CH                                                                     | —                                                                                  |
| 2018/19   | DE20 (3 Wo.)DE                                                                     | AT23 (2 Wo.)AT                                                                     | CH80 (1 Wo.)CH                                                                     | —                                                                                  |
| 2019/20   | DE19 (4 Wo.)DE                                                                     | AT17 (6 Wo.)AT                                                                     | —                                                                                  | —                                                                                  |
| 2020/21   | DE14 (5 Wo.)DE                                                                     | AT21 (1 Wo.)AT                                                                     | CH83 (1 Wo.)CH                                                                     | —                                                                                  |
| 2021/22   | DE17 (5 Wo.)DE                                                                     | AT20 (4 Wo.)AT                                                                     | CH83 (1 Wo.)CH                                                                     | —                                                                                  |
| 2022/23   | DE19 (5 Wo.)DE                                                                     | AT23 (5 Wo.)AT                                                                     | CH48 (2 Wo.)CH                                                                     | —                                                                                  |
| 2023/24   | DE19 (5 Wo.)DE                                                                     | AT21 (4 Wo.)AT                                                                     | CH43 (2 Wo.)CH                                                                     | —                                                                                  |
| 2024/25   | DE18 (5 Wo.)DE                                                                     | AT20 (4 Wo.)AT                                                                     | CH30 (3 Wo.)CH                                                                     | —                                                                                  |
| Insgesamt | DE14 (37 Wo.)DE                                                                    | AT17 (31 Wo.)AT                                                                    | CH18 (13 Wo.)CH                                                                    | UK55 (3 Wo.)UK                                                                     |

### Auszeichnungen für Musikverkäufe
| Land/Region        | Auszeichnungen für Musikverkäufe (Land/Region, Auszeichnung, Verkäufe) | Verkäufe |
| ------------------ | ---------------------------------------------------------------------- | -------- |
| Dänemark (IFPI)    | Gold                                                                   | 45.000   |
| Deutschland (BVMI) | Gold                                                                   | 250.000  |
| Kanada (MC)        | Platin                                                                 | 100.000  |
| Polen (ZPAV)       | Gold                                                                   | 50.000   |
| Insgesamt          | 3× Gold · 1× Platin ·                                                  | 445.000  |

Hauptartikel: Bryan Adams/Auszeichnungen für Musikverkäufe